# Clarion Workshop

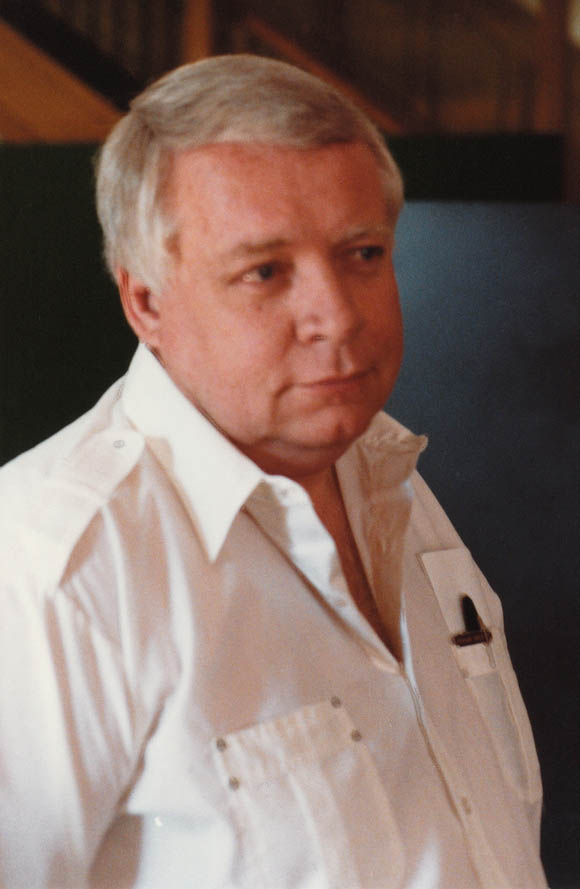
Algis Budrys podczas warsztatów w 1985

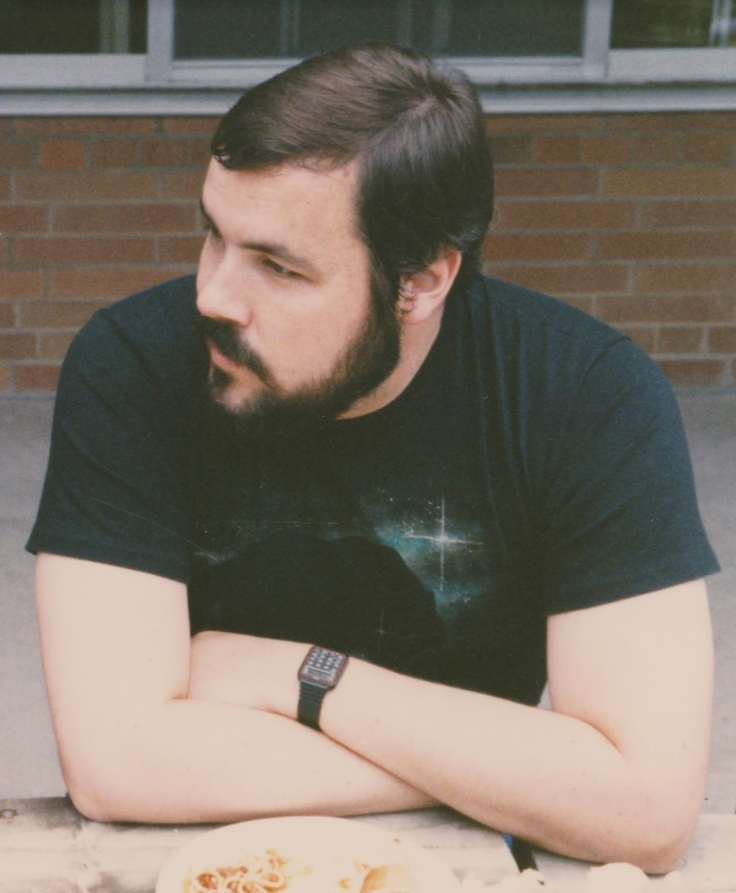
Michael P. Kube-McDowell podczas warsztatów w 1989

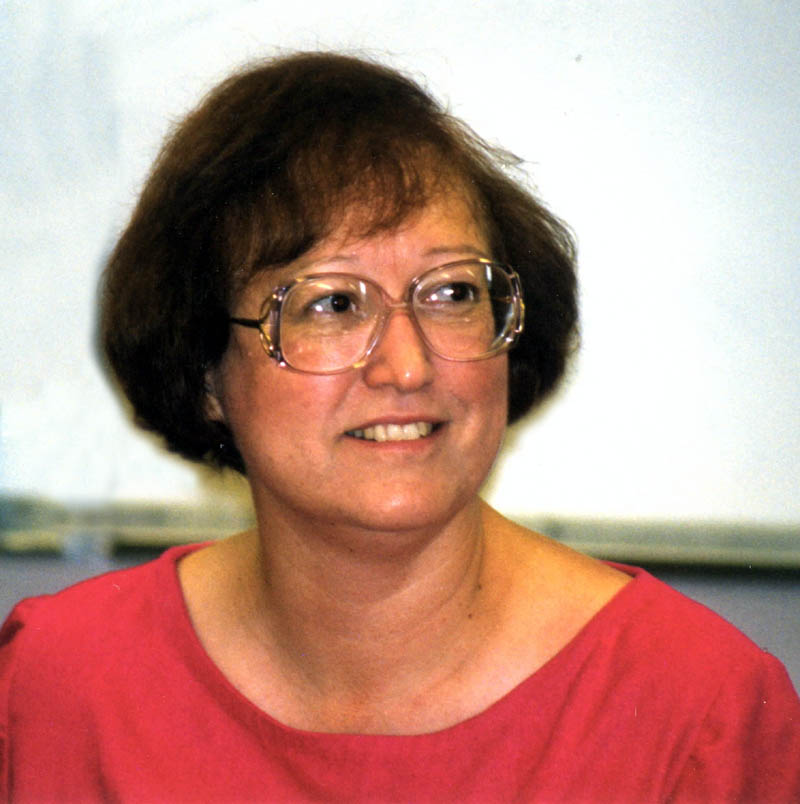
Connie Willis podczas warsztatów Clarion West w 1998

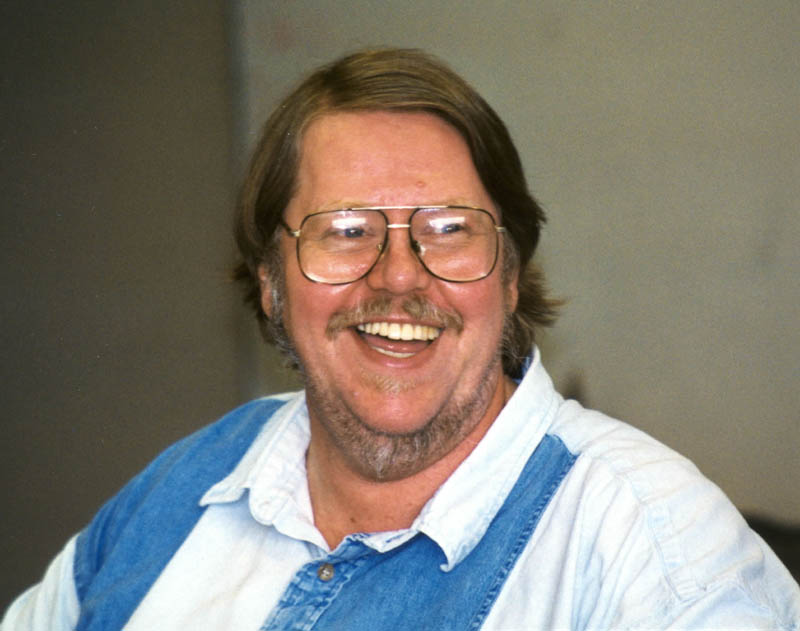
Gardner Dozois podczas warsztatów Clarion West w 1998

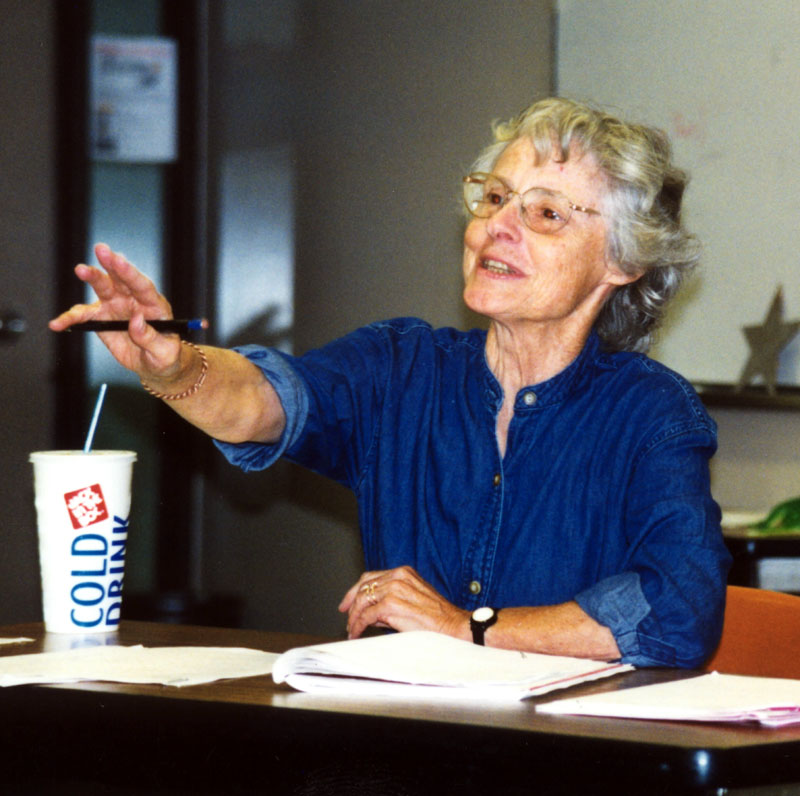
Carol Emshwiller podczas warsztatów Clarion West w 1998

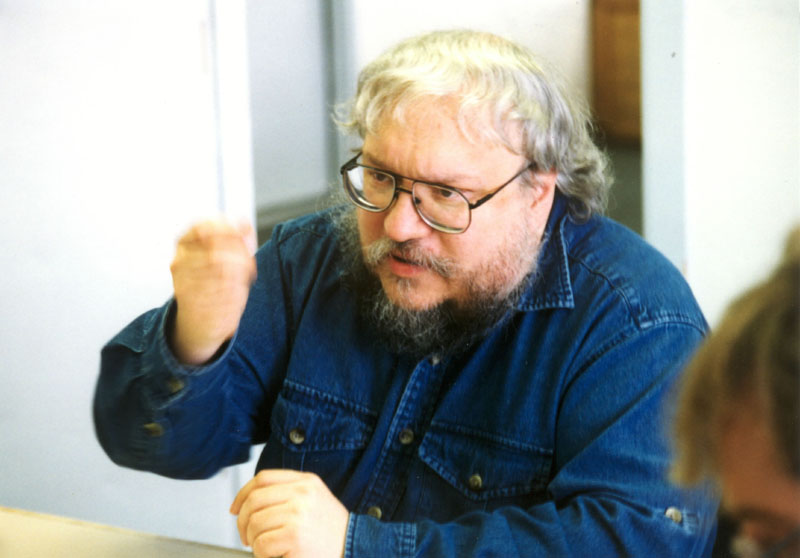
George R.R. Martin podczas warsztatów Clarion West w 1998

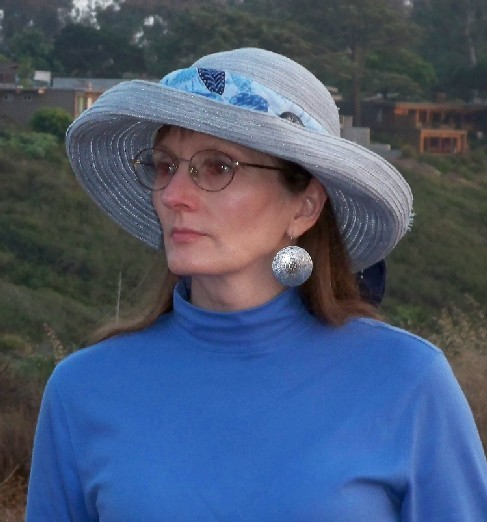
Shauna Roberts podczas warsztatów w 2009

Clarion Workshop – sześciotygodniowe warsztaty dla początkujących pisarzy fantastyki naukowej i fantasy. Warsztaty maja formę stacjonarną i przeznaczone są dla małej grupki uczestników. Przez każdy z sześciu tygodni zajęcia prowadzi inny pisarz czy edytor. Zajęcia koncentrują się głównie na krótkich formach literackich.
Warsztaty zapoczątkował Robin Wilson na Clarion University of Pennsylvania w 1968 r. Wśród pierwszych wykładowców byli Damon Knight i Kate Wilhelm. Początkowo zajęcia odbywały się w Milford w Pensylwanii, potem przeniesiono je na Michigan State University, a od 2007 r. odbywają się na Uniwersytecie Kalifornijskim w San Diego. Warsztaty Clarion mają także swoje dwie mutacje zewnętrzne, Clarion West, które odbywają się w Seattle od 1984 r. oraz Clarion South, prowadzone w Australii od 2004 r.

## Wybrani wykładowcy warsztatów Clarion

### 2007
Gregory Frost, Jeff VanderMeer, Ann VanderMeer, Karen Joy Fowler, Cory Doctorow, Ellen Kushner i Delia Sherman.

Studenci mieli możliwość spotkania się także z Kimem Stanleyem Robinsonem, Nancy Holder, Davidem Brinem i Vernorem Vinge.

### 2008
Kelly Link, James Patrick Kelly, Mary Anne Mohanraj, Neil Gaiman, Nalo Hopkinson, Geoff Ryman.

### 2009
Holly Black, Larissa Lai, Robert Crais, Kim Stanley Robinson, Elizabeth Hand, Paul Park.

### 2010
Delia Sherman, George R.R. Martin, Dale Bailey, Samuel R. Delany, Ann VanderMeer, Jeff VanderMeer.

### 2011
Nina Kiriki Hoffman, John Scalzi, Elizabeth Bear, David Anthony Durham, John Kessel, Kij Johnson.

### 2012
Jeffrey Ford, Delia Sherman, Ted Chiang, Walter Jon Williams, Holly Black, Cassandra Clare.

### 2013
Andy Duncan, Nalo Hopkinson, Robert Crais, Cory Doctorow, Karen Joy Fowler, Kelly Link.

### 2014
Gregory Frost, Geoff Ryman, Catherynne M. Valente, N.K. Jemisin, Ann VanderMeer, Jeff VanderMeer

### 2015
Christopher Barzak, Saladin Ahmed, James Patrick Kelly, Karen Joy Fowler, Maureen McHugh, Margo Lanagan.

### 2016
Kelly Link, Ted Chiang, Andy Duncan, Victor LaValle, Ellen Kushner, Delia Sherman.

### 2017
Lynda Barry, Dan Chaon, Nalo Hopkinson, Andrea Hairston, Cory Doctorow, C.C. Finlay, Rae Carson.

### 2018
Christopher Barzak, Holly Black, Mat Johnson, Kij Johnson, Kelly Link, Gavin Grant, Shelley Streeby.

### Inni wykładowcy
Steven Barnes, Michael Bishop, Terry Bisson, Algis Budrys, Octavia E. Butler, Orson Scott Card, Suzy McKee Charnas, Ellen Datlow, Gordon R. Dickson, Thomas M. Disch, Gardner Dozois, Harlan Ellison, Carol Emshwiller, Neil Gaiman, Lisa Goldstein, Joe Haldeman, Elizabeth Hand, Harry Harrison, James Patrick Kelly, Damon Knight, Nancy Kress, Ellen Kushner, Fritz Leiber, Jonathan Lethem, James Morrow, Pat Murphy, Frederik Pohl, Tim Powers, Mike Resnick, Kim Stanley Robinson, Spider Robinson, Kristine Kathryn Rusch, Joanna Russ, Lucius Shepard, Norman Spinrad, Theodore Sturgeon, Joan D. Vinge, Howard Waldrop, Kate Wilhelm, Connie Willis, Robin Scott Wilson, Gene Wolfe.

### Wybrani wykładowcy warsztatów Clarion West
Greg Bear, Octavia E. Butler, Pat Cadigan, John Crowley, Samuel R. Delany, Gardner Dozois, Joe Haldeman, Nancy Kress, Ursula K. Le Guin, Dan Simmons, Ian R. MacLeod, Vernor Vinge, Connie Willis.

## Wybrani absolwenci Clarion
Ed Bryant, Octavia E. Butler (Clarion 1970), Ted Chiang, Bob Crais, Cory Doctorow (Clarion 1992), George Alec Effinger, Gregory Frost (Clarion 1975), Nina Kiriki Hoffman, Nalo Hopkinson, James Patrick Kelly (Clarion 1974 i 1976), Kelly Link (Clarion 1995), Vonda N. McIntyre (Clarion 1970), Pat Murphy, Kim Stanley Robinson (Clarion 1975), Kristine Kathryn Rusch (Clarion 1985), Lucius Shepard (Clarion 1980), Martha Soukup, Bruce Sterling (Clarion 1974), Lisa Tuttle (Clarion 1971).